# 김승희 (희극인)
김승희(1991년 5월 3일 ~ )은 대한민국의 희극 배우이다.

## 출연작

### 방송
- 코미디빅리그 (tvN)
  - 《B.O.B 패밀리》
  - 《전설의 복학생》
  - 《으랏차차 대한민국》
  - 《석포빌라 B02호》